# Chạm
Chạm (còn được biết đến với tên tiếng Anh: Touch) là một bộ phim độc lập tư nhân của đạo diễn Việt kiều Nguyễn Đức Minh. Phim nói về anh thợ sửa xe mong cứu vãn cuộc hôn nhân có nguy cơ tan vỡ và cô gái làm móng tay người Việt sống tại Mỹ. Chạm được công chiếu ra mắt tại Liên hoan phim quốc tế Boston vào ngày 23 tháng 4 năm 2011 và tại các rạp ở Việt Nam vào ngày 30 tháng 3 năm 2012. Câu chuyện của Chạm được khen ngợi khi pha trộn giữa yếu tố văn hóa truyền thống của Việt Nam và sức ảnh hưởng của môi trường phương Tây tới những người Việt ly hương.

## Nội dung
Nghề móng là công việc rất phổ biến của nhiều phụ nữ Việt sống tại nước ngoài. Ngay khi bắt đầu, Chạm hấp dẫn người xem bởi không khí nhộn nhịp sống động tại một cửa hàng nail tên V.I.P của bà chủ Bích, một người Việt sống ở Mỹ. Tại đây, bà chủ cùng ba nhân viên là Hồng, Quyên và Linh hằng ngày tiếp rất nhiều lượt khách tới làm móng. Vừa làm việc, họ vừa buôn chuyện về đủ các chủ đề, từ gia đình, bạn bè, sở thích, đam mê đến chuyện tình dục, những câu chuyện dường như không bao giờ kết thúc.
Một ngày, cửa hàng của bà Bích tiếp nhận một nhân viên mới tên là Tâm. Tâm xinh đẹp, ít nói và sở hữu đôi bàn tay khéo léo như sinh ra để làm nail. 
Vừa bắt đầu công việc, cô đã tiếp một vị khách rất đặc biệt. Đó là anh chàng thợ máy người Mỹ, Brendan. Vì tính chất công việc, đôi tay Brendan lúc nào cũng nhớp nhúa vết dầu mỡ và anh muốn Tâm rửa sạch cho anh, bởi anh nghĩ đó là một nguyên nhân khiến cho cuộc hôn nhân 8 năm của anh trở nên nguội lạnh và có nguy cơ tan vỡ. Không chỉ làm sạch đôi tay, Tâm còn đưa ra những lời khuyên để anh hàn gắn tình cảm với người vợ ngày ngày chỉ biết đến công việc. Những lần va chạm đôi tay trong cửa hàng nails đã trở thành cảm hứng đưa họ bước vào một mối quan hệ kỳ lạ.

## Diễn viên
- Porter Lynn vai Tâm[2]
- John Ruby vai Brendan
- Melinda Bennett vai Sandie
- Long Nguyễn vai Cha của Tâm
- Lê Thị Hiệp vai Mẹ của Tâm
- Tony Lathanh vai Kỳ
- Trisha Nguyễn vai Tâm lúc nhỏ
- Mỹ Lan vai Bà chủ Bích
- Túy Thanh vai Quyên
- Eliza Ngô vai Linh
- Bety Lê vai Hồng

Ngoài ra, Chạm còn có sự tham gia diễn xuất dưới vai trò khách mời của Charmain L. Crook, Chris Farah, Marlene Sharp và Karen-Eileen Gordon trong vai các khách hàng, Ashley Popichak trong vai cô thư ký, Duc Vuong trong vai Bác sĩ Vũ, và Diem Lien trong vai ca sĩ Việt Nam.

## Sản xuất
Do kinh phí hạn chế (chỉ khoảng 200.000 USD) nên Chạm có ít những đại cảnh hoành tráng với dàn diễn viên quần chúng đông đảo mà bối cảnh trong phim chủ yếu là nội cảnh. Các bài hát được sử dụng trong phim bao gồm:
- "Nail Nail Nail" - Don Hồ
- "Như đã có nhau" - Vân Quỳnh
- "Có chiều nào đáng nhớ hơn" - Diễm Liên
- "Sunday Girl" - Linh Nguyễn
- "Wingwalker"

## Phát hành
Chạm được công chiếu ra mắt tại Liên hoan phim quốc tế Boston vào ngày 23 tháng 4 năm 2011 và tại các rạp ở Việt Nam vào ngày 30 tháng 3 năm 2012.

## Đón nhận

### Đánh giá chuyên môn
Tuy Chạm chưa được xếp vào dòng phim nghệ thuật nhưng tác phẩm cũng không phải là một sản phẩm thương mại đơn thuần. Câu chuyện trong phim là sự pha trộn giữa các yếu tố văn hóa có phần đối nghịch, một bên là truyền thống Việt Nam, bên còn lại là sức ảnh hưởng của môi trường phương Tây tới những người Việt ly hương. Bộ phim lôi cuốn người xem bởi tính gần gũi, dễ đồng cảm chứ không hề kén chọn khán giả như những phim có tính hàn lâm. Nguyên Minh từ VnExpress đánh giá tác phẩm với số điểm 8/10 cùng nhận định: "Đúng như tên gọi, bộ phim đầu tay của đạo diễn Nguyễn Đức Minh đưa người xem “chạm” tới những cảm xúc ngọt ngào nhất, đắng cay nhất và cả man dại, trần trụi nhất trong mỗi con người."
Tác phẩm đã gây được tiếng vang tại một số Liên hoan phim quốc tế ở Mỹ. Chạm giành giải Kịch bản xuất sắc, Nữ diễn viên chính xuất sắc và Quay phim đẹp nhất tại Liên hoan phim Boston (Mỹ) và giải Phim đầu tay xuất sắc nhất tại Liên hoan phim Santa Rosa (Mỹ) cũng như giải Phim truyện được yêu thích nhất tại Đại hội Điện ảnh Việt Nam quốc tế (ViFF) lần thứ 5 vào năm 2011. Theo nhận định của nhà phát hành, Chạm là tác phẩm tình cảm mang hơi hướng và phong cách của 500 ngày yêu – bộ phim độc lập từng được đề cử hai giải tại Quả cầu vàng năm 2010.

### Giải thưởng
| Năm  | Lễ trao giải                                       | Hạng mục                    | Kết quả   | Nguồn         |
| ---- | -------------------------------------------------- | --------------------------- | --------- | ------------- |
| 2011 | Liên hoan phim quốc tế Boston                      | Câu chuyện phim hay nhất    | Đoạt giải | [ 6 ] [ 7 ]   |
| 2011 | Liên hoan phim quốc tế Boston                      | Nữ diễn viên chính xuất sắc | Đoạt giải | [ 8 ] [ 9 ]   |
| 2011 | Liên hoan phim quốc tế Boston                      | Quay phim xuất sắc          | Đoạt giải | [ 10 ]        |
| 2011 | Liên hoan phim quốc tế Santa Rosa                  | Phim đầu tay xuất sắc       | Đoạt giải | [ 11 ] [ 12 ] |
| 2011 | Đại hội Điện ảnh Việt Nam quốc tế (ViFF) lần thứ 5 | Phim được yêu thích nhất    | Đoạt giải | [ 13 ]        |
| 2011 | Liên hoan phim Atlanta Asian                       | Phim do khán giả bình chọn  | Đoạt giải | [ 14 ]        |